# Sam Besekow
Samuel "Sam" Besekow (26. januar 1911 i København – 21. april 2001 sammesteds) var en dansk skuespiller, teaterinstruktør og forfatter.
Sam Besekow var søn af skræddermester Leo Besekow, der var jødisk indvandrer fra Rusland, og hustru Sonia Besekow. Efter studentereksamen fra Johannesskolen i 1930 studerede han teaterhistorie i München og Berlin, hvor han også var instruktørelev hos Max Reinhardt. Hjemme i Danmark blev han elev på Det Kongelige Teaters elevskole 1933-36. Herefter kom han til Odense Teater, hvor han arbejdede både som instruktør og skuespiller 1936-38. I perioden 1938-40 var han skuespiller og instruktør ved Riddersalen og i 1941 direktør samme sted. Under krigen flygtede han som jøde til Sverige. Da han efter krigen vendte tilbage til Danmark, kom der for alvor gang i hans karriere. Han varetog utallige instruktøropgaver ved mange danske teatre samt ved teatre i Norge, Sverige og Finland. Også ved tv-teatret var han i 1960-72 en meget engageret instruktør.
Sam Besekow skrev flere bøger. Bl.a. Hecuba, 1951, Violinen, 1953, Guds gøglere, 1954, Ild brænder, eng gror,1958, Breve til en teatergal professor, 1959, Skrevet i vand, 1962 samt de tre erindringsbøger Skrædderens søn. Syvtallet og Komedianter.
Sam Besekow var gift tre gange. Første ægteskab med Margot Francken endte i 1941. Den 3. januar 1942 blev han gift med skuespilleren Henny Krause, der døde i 1980. Endelig blev han 3. februar 1982 gift med landsretssagfører Jette Hecht-Johansen, ægteskabet varede til hendes død 8. juni 1999.
Sam Besekow er begravet på Mosaisk Vestre Begravelsesplads i København.

## Udvalgt filmografi
- Skaf en sensation - Kolinsky, skrædder (1934)
- Det gyldne smil - Forfatteren (1935)
- Bag Københavns kulisser - Komponist (1935)
- Mens sagføreren sover - Takituki (1945)
- Manden der ville være skyldig - Kaminsky, forlægger (1990)
- Balladen om Holger Danske - stemme (1996)
- Tøsepiger - Ældre mand (1996)

## Hædersbevisninger
- 1958: Jeanne og Henri Nathansens Fødselsdagslegat
- 1958: Teaterpokalen
- 1961: Ingenio et arti
- 1970: Teaterkatten
- 1970: Statens Kunstfond, produktionspræmie (uden ansøgning) for Komedianter (essays)
- 1982: Årets Frederiksberg Kunstner
- 1984: Läkerols Kulturpris
- 1988: Niels-Prisen
- 1991: Olaf Poulsens Mindelegat
- 1992: Overretssagfører L. Zeuthens Mindelegat
- 1993: Otto Rungs Forfatterlegat
- 1995: Blicherprisen
- 1995: Statens Kunstfonds livsvarige kunstnerydelse
- 1996: Karen Marie Thorsens Legat
- 1998: Ole Haslunds Kunstnerfond
- Optaget i Kraks Blå Bog[4]